# De blodrøde floder 2: Apokalypsens engle
De blodrøde floder 2: Apokalypsens engle er en fransk thriller fra 2004. Filmen er instrueret af Olivier Dahan og manuskriptet er skrevet af Luc Besson efter en roman Jean-Christophe Grangé. I øvrigt kan det nævnes at såvel Christopher Lee som Johnny Hallyday medvirker i filmen.

## Synopsis
Politikommissær Pierre Niemans (Jean Reno) bliver kaldt ud til et mord i et afsidesliggende kloster. Liget ligner resultatet af en hellig, rituel ofring. Samtidig redder den unge betjent Reda (Benoît Magime) en sindsforvirret mand fra at blive dræbt af en munk. Sagen viser sig at være forbundet med Niemans makabre opdagelse, og sammen med Marie (Camille Natta), der er religionsekspert, afdækker de en mystisk gruppe, der kalder sig "Apokalypsens engle".

## Rollefordeling
- Jean Reno: Pierre Niemans
- Benoît Magimel: Reda
- Christopher Lee: Heinrich von Garten
- Camille Natta: Marie
- Johnny Hallyday: Den blinde eneboer
- Gabrielle Lazure: Philippe's kone
- Augustin Legrand: Jésus
- Serge Riaboukine: Broder Vincent
- André Penvern: Broder Dominique

## Eksterne Henvisninger
- De blodrøde floder 2: Apokalypsens engle på Internet Movie Database (engelsk)
- De blodrøde floder 2: Apokalypsens engle i Svensk Filmdatabas (svensk)
- De blodrøde floder 2: Apokalypsens engle på AlloCiné (fransk)
- De blodrøde floder 2: Apokalypsens engle på MovieMeter (nederlandsk)
- De blodrøde floder 2: Apokalypsens engle på AllMovie (engelsk)
- De blodrøde floder 2: Apokalypsens engle hos British Film Institute (engelsk)
- De blodrøde floder 2: Apokalypsens engle på The Movie Database (engelsk)
- De blodrøde floder 2: Apokalypsens engle på Rotten Tomatoes (engelsk)
- De blodrøde floder 2: Apokalypsens engle på Box Office Mojo (engelsk)
- De blodrøde floder 2: Apokalypsens engle på Filmaffinity (engelsk)